# Heinrich Adolf Schrader
Heinrich Adolf Schrader (1. januar 1767 ved Hildesheim – 22. oktober 1836 i Göttingen) var en tysk botaniker.
I forbindelse med et botanisk navn benyttes Schrad. som standardforkortelse (autornavn). Det er f.eks. en del af autornavnet for Orthotrichum diaphanum (Hårspidset Furehætte).